# Пантелеймон Дринополски
Пантелеймон (на гръцки: Παντελεήμων) е гръцки духовник, митрополит на Вселенската патриаршия.

## Биография
Роден е в село Крития на Галиполския полуостров, тогава в Османската империя, днес Алчътепе, Турция. През януари 1838 година става клавдиуполски епископ, викарен епископ на Ираклийската митрополия. В 1845 година е назначен за архиерейски наместник на църквата „Успение Богородично“ в Диплокиони (Бешикташ).
На 17 януари 1848 година е избран за дринополски, делвински и химарски митрополит в Аргирокастро. Пантелеймон е енергичен духовник и в Аргирокастро бързо се замесва в делата на тайни революционни организации. Участва в неуспешното Гръцко въстание в Македония в 1854 година. Обвинен и осъден от мюфтийството на Аргирокастро като разбойник, той е оправдан от Патриаршията през 1858 година. Пантелеймон обаче продължава да създава скандали и е обвиняван в различни незаконности - светотатство, отвличане и най-вече актове на насилие. Покаял се за греховете си, подава оставка през септември 1867 година и решава да замине за Света гора, но солунският митрополит, на когото подробно представил фактите, го изпраща, придружен от духовници, в Цариград, където е поставен под църковен надзор. На 16 декември 1867 година той е оправдан от Светия синод на Патриаршията. Делвинската кондика го възхвалява като „образован в църковните дела, голям любител на църковния ред, философ и приятел на просвещението“.
Пантелеймон се оттегля в манастира Симонопетра на Света гора, където приема велика схима под името Симон (Σίμων). Умира на 27 юли 1875 година.